# Narcissisme

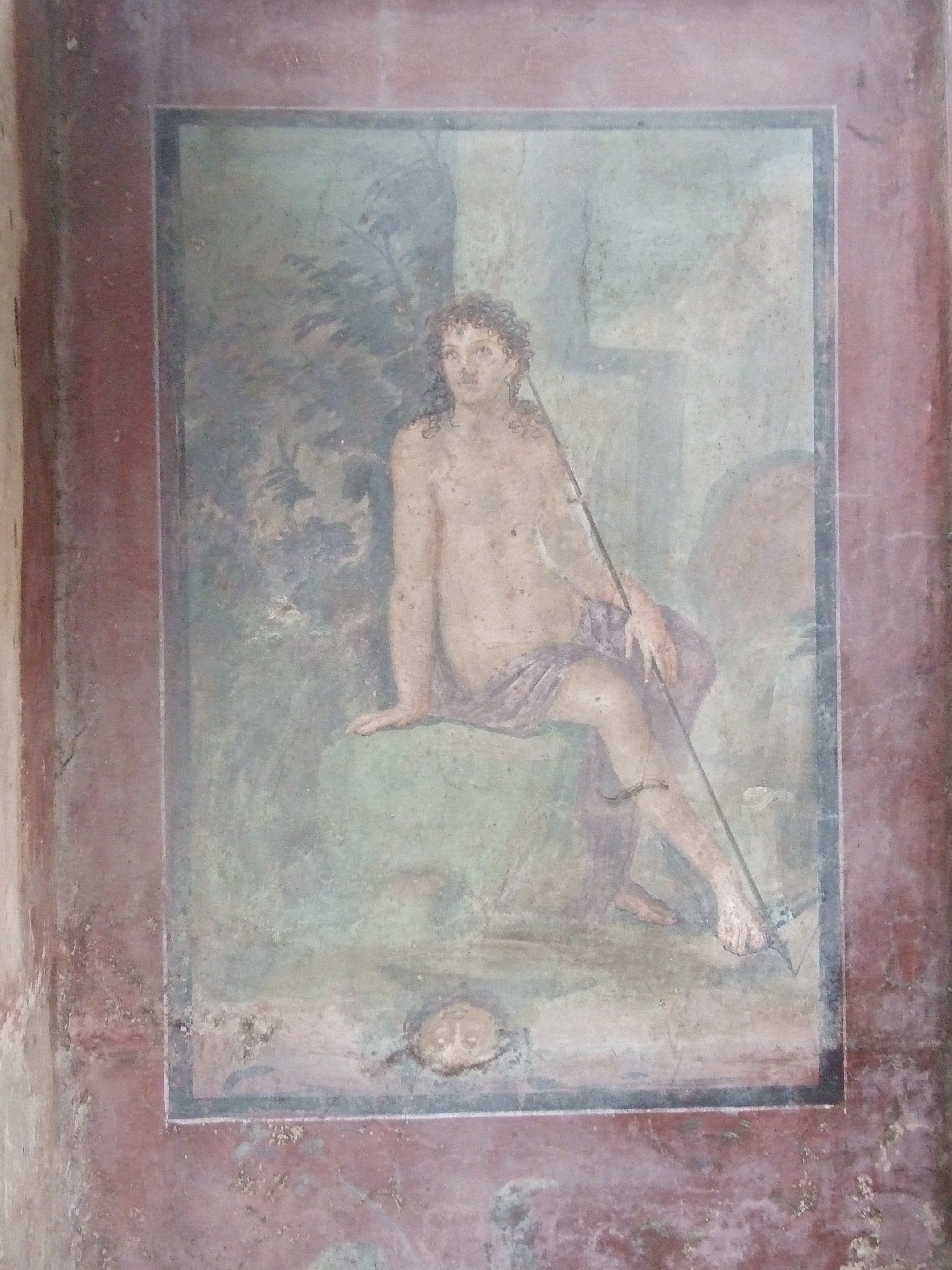
Narcisse, peinture murale de Pompéi

Le narcissisme désigne l’amour de soi en référence au mythe grec de Narcisse tombé amoureux de sa propre image. En psychanalyse, le concept est élaboré dans les années 1910 par Sigmund Freud en tant qu'étape du développement de la libido au cours de la formation du moi conçu comme objet d'amour. Pour introduire le narcissisme paraît en 1914.
Le terme peut aussi bien désigner l'estime de soi qui s'équilibre dans celle d'autrui, qu'une confiance en soi excessive, confinant à l'égocentrisme, c'est-à-dire non compensée par une considération d'autrui désintéressée[pas clair].
En psychiatrie contemporaine, il figure à titre classificatoire dans le Manuel diagnostique et statistique des troubles mentaux pour les troubles de la personnalité narcissique.
Né dans le champ de la psychologie, le concept de narcissisme a gagné celui des sciences sociales dans le dernier quart du XXe siècle, en tant que notion s'appliquant à l'observation de tendances actuelles des sociétés modernes occidentales.

## Le mythe de Narcisse

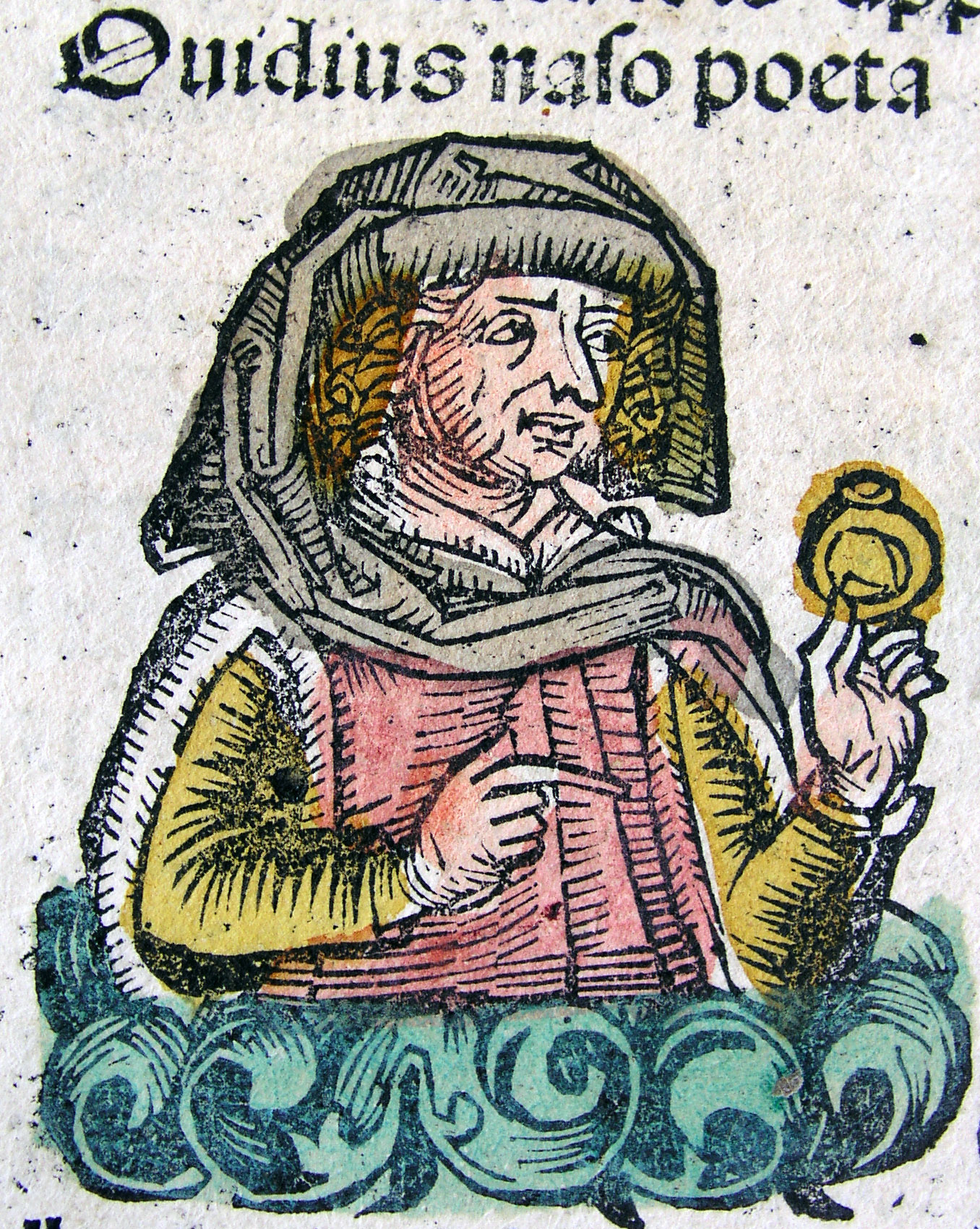
Ovide, représenté dans la Chronique de Nuremberg, XVe siècle : auteur de la légende de Narcisse et d'Écho au livre III des Métamorphoses.

Le terme de narcissisme provient du mythe grec de Narcisse. Il ne reste que quelques traces de ce mythe dans la littérature grecque antique.
Selon Jean-Pierre Vernant et Françoise Frontisi-Ducroux, c'est Conon qui aurait laissé le récit de la légende de Narcisse.
C'est le poète latin de l'époque augustéenne Ovide qui a donné au mythe la version la plus connue au livre III de ses Métamorphoses. Il relie deux mythes à l'origine distincts : ceux de Narcisse et d'Écho. Narcisse est né du viol de la nymphe Liriope par le fleuve Céphise. Narcisse est un jeune homme dont s'éprend la nymphe Écho. Comme Écho ne sait que répéter la dernière syllabe des mots qu'elle entend, elle est incapable de lui exprimer son amour. À défaut de pouvoir lui parler, pour entrer en contact avec lui, elle veut le toucher. Après qu'il a repoussé ses avances, elle meurt. Face à cette impossible communication, Narcisse se croit indigne d'amour et incapable d'aimer[réf. souhaitée].

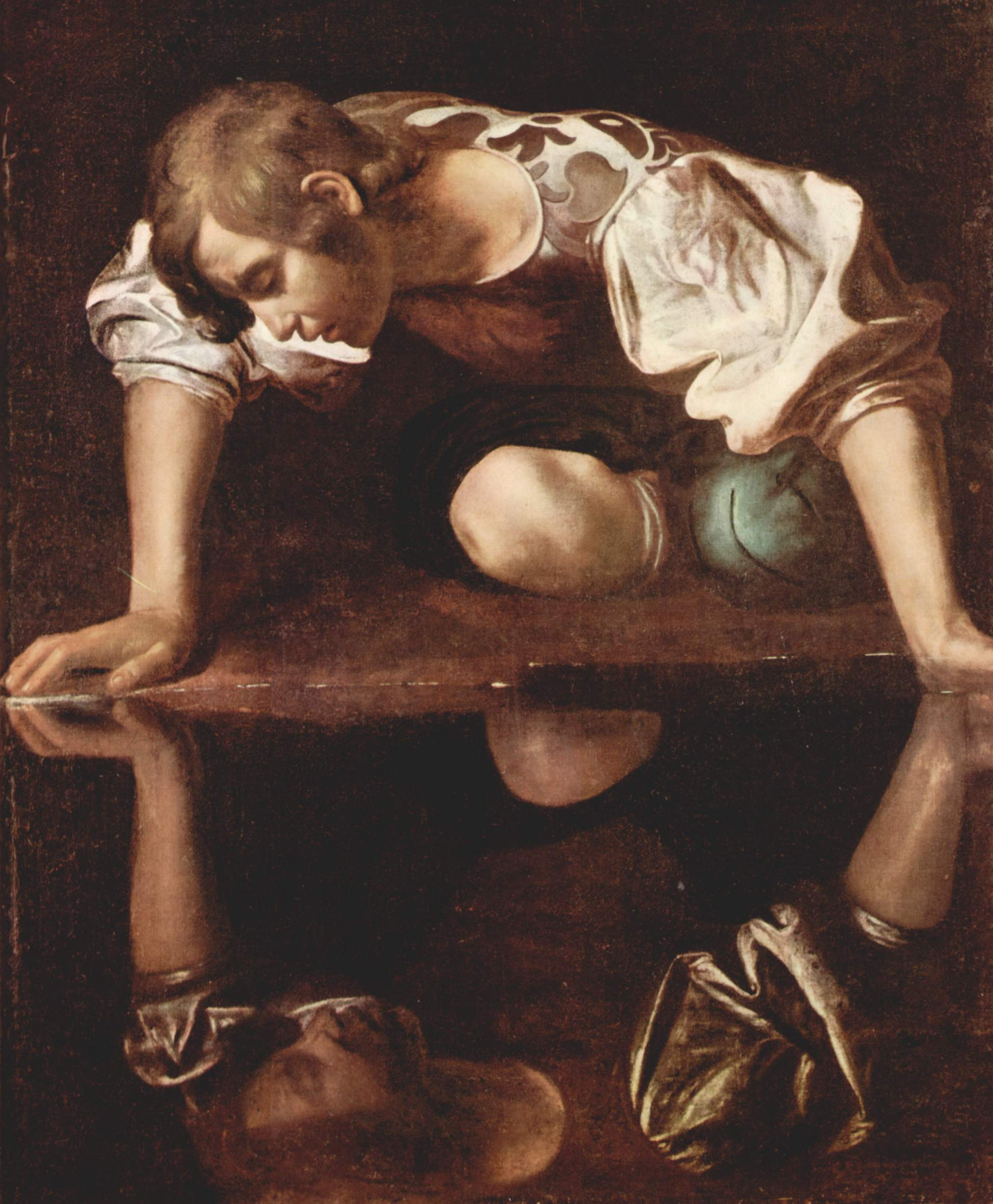
Narcisse par Le Caravage.

ll vient près d'une source limpide et pure pour apaiser sa soif. En regardant le reflet de son visage, il s'extasie devant lui-même ; (…) il admire tout ce qui le rend admirable. Sans s'en douter, il se désire lui-même ; il est l'amant et l'objet aimé (…). Désespéré de ne pouvoir assouvir son amour, de l'impossible étreinte, Narcisse dépérit et meurt. Il est alors transformé en un narcisse, la fleur qui porte son nom.

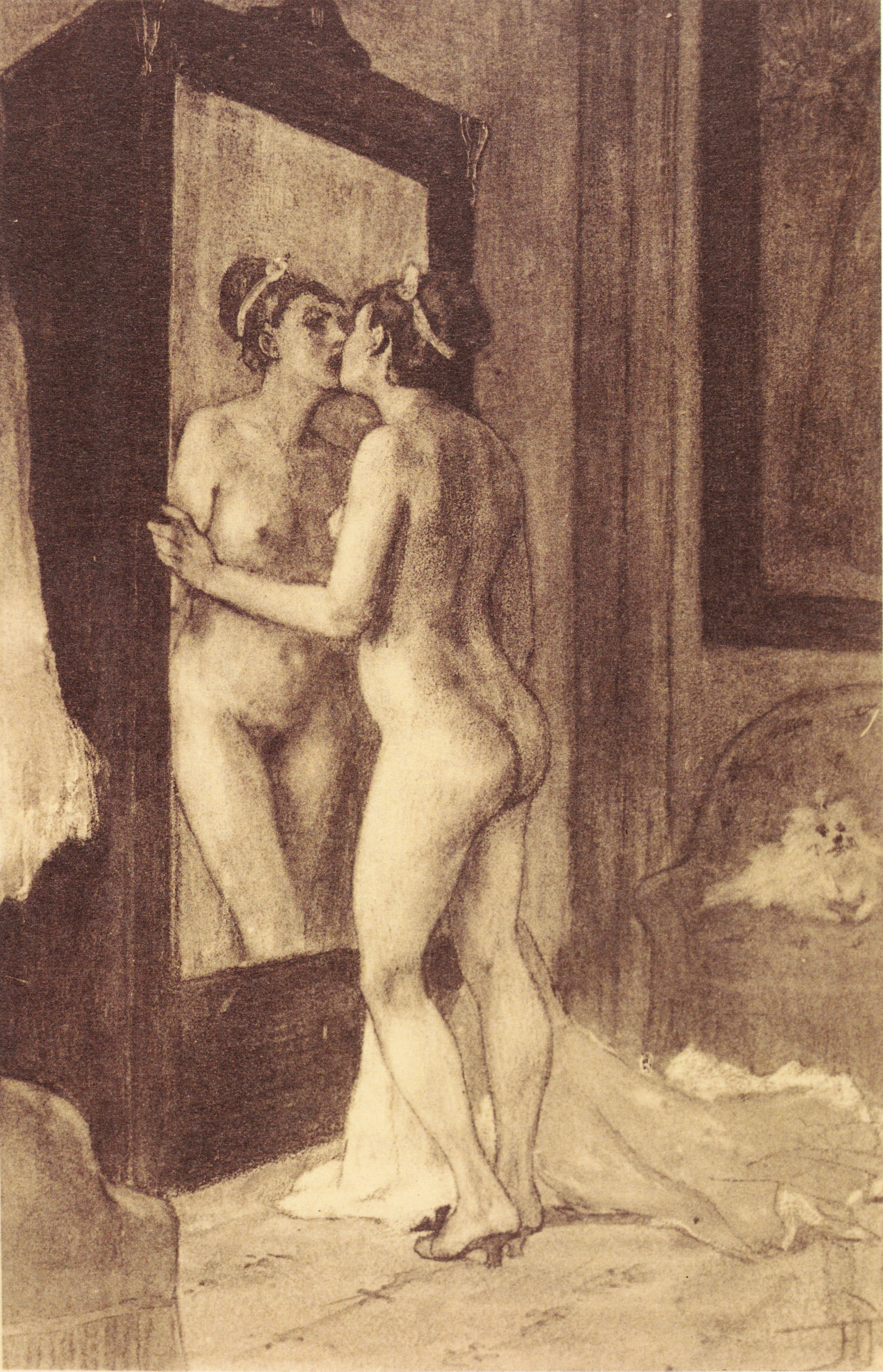
« Amoureuse d'elle-même », aquarelle sur papier de Félicien Rops, 1880.

Le thème mythique de Narcisse intéresse les artistes et les penseurs depuis très longtemps : en 1435, le philosophe Leon Battista Alberti fait de Narcisse l'inventeur de la peinture : « C'est pourquoi j'ai l'habitude de dire à mes amis que l'inventeur de la peinture, selon la formule des poètes, a dû être ce Narcisse qui fut changé en fleur, car s'il est vrai que la peinture est la fleur de tous les Arts, alors la fable de Narcisse convient parfaitement à la peinture. Elle est autre chose que l'art d'embrasser ainsi la surface de l'eau ».

## Origine du terme «narcissisme»

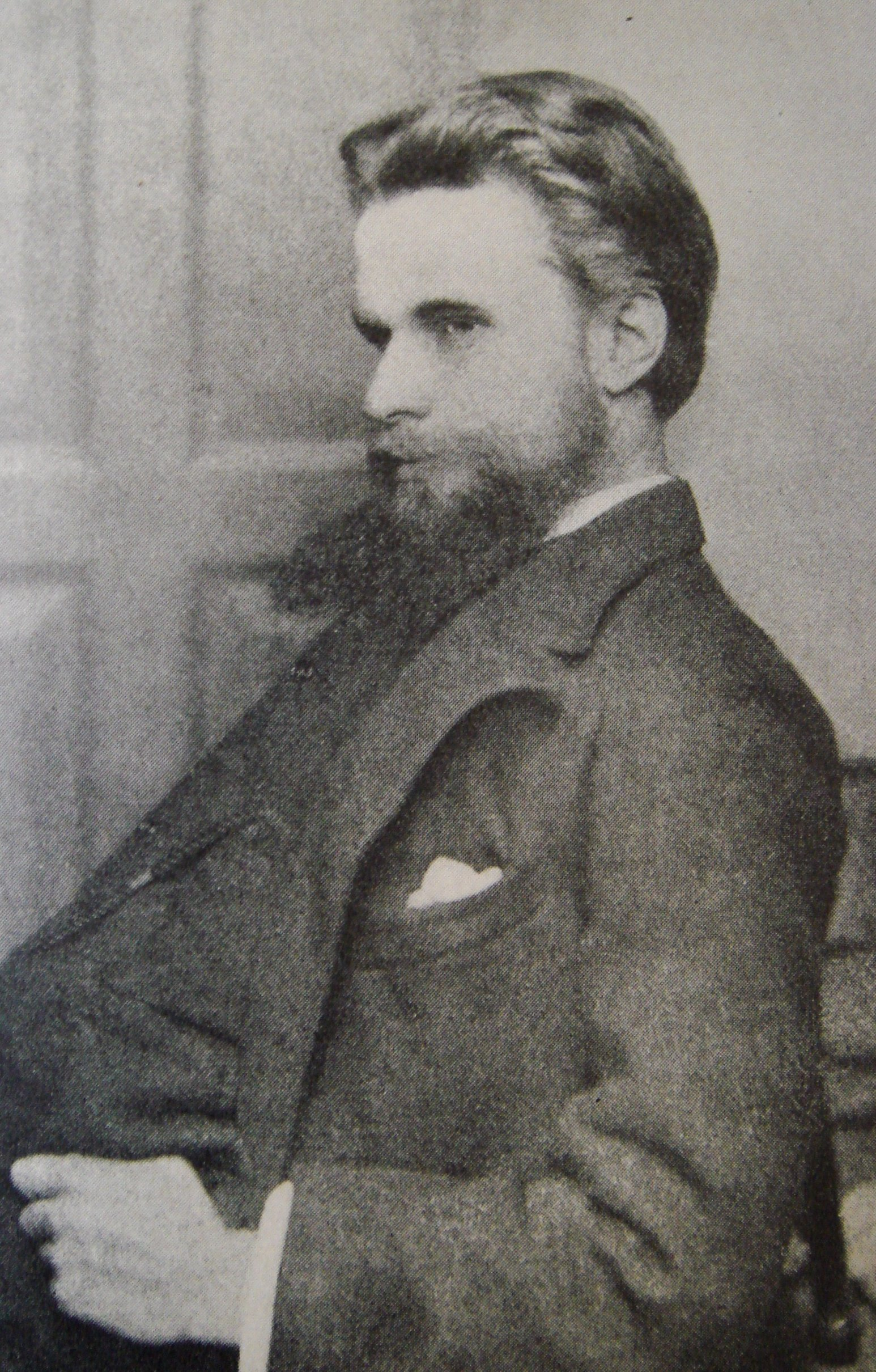
Havelock Ellis

Selon Roudinesco et Plon, le terme « narcissisme » avait d'abord été « employé pour la première fois en 1887 par le psychologue français Alfred Binet (1857-1911) pour décrire une forme de fétichisme consistant à prendre sa personne comme objet sexuel ».
Au début de Pour introduire le narcissisme, Freud fait référence à Paul Näcke (1851-1913), psychiatre et criminologue allemand. Celui-ci a intégré le concept de narcissisme à la psychologie clinique en 1899 pour définir une forme de perversion : le terme de « narcissisme » désignait alors « un comportement par lequel un individu traite son propre corps de la même manière qu'on traite d'ordinaire celui d'un objet sexuel ; il le contemple en y trouvant un contentement sexuel, le caresse jusqu’à ce qu'il parvienne par ces pratiques à une pleine satisfaction ». Le narcissisme a dans cette perspective « la signification d’une perversion qui a absorbé la totalité de la vie sexuelle de la personne ». Freud signale dans une note que le terme de « narcissisme » avait été utilisé en premier par Havelock Ellis (« Autoerotism ; a Psychological Study ») en 1898. Paul Näcke substitue au terme « narcissus-like » de Ellis celui de « Narcismus ».

## Psychanalyse

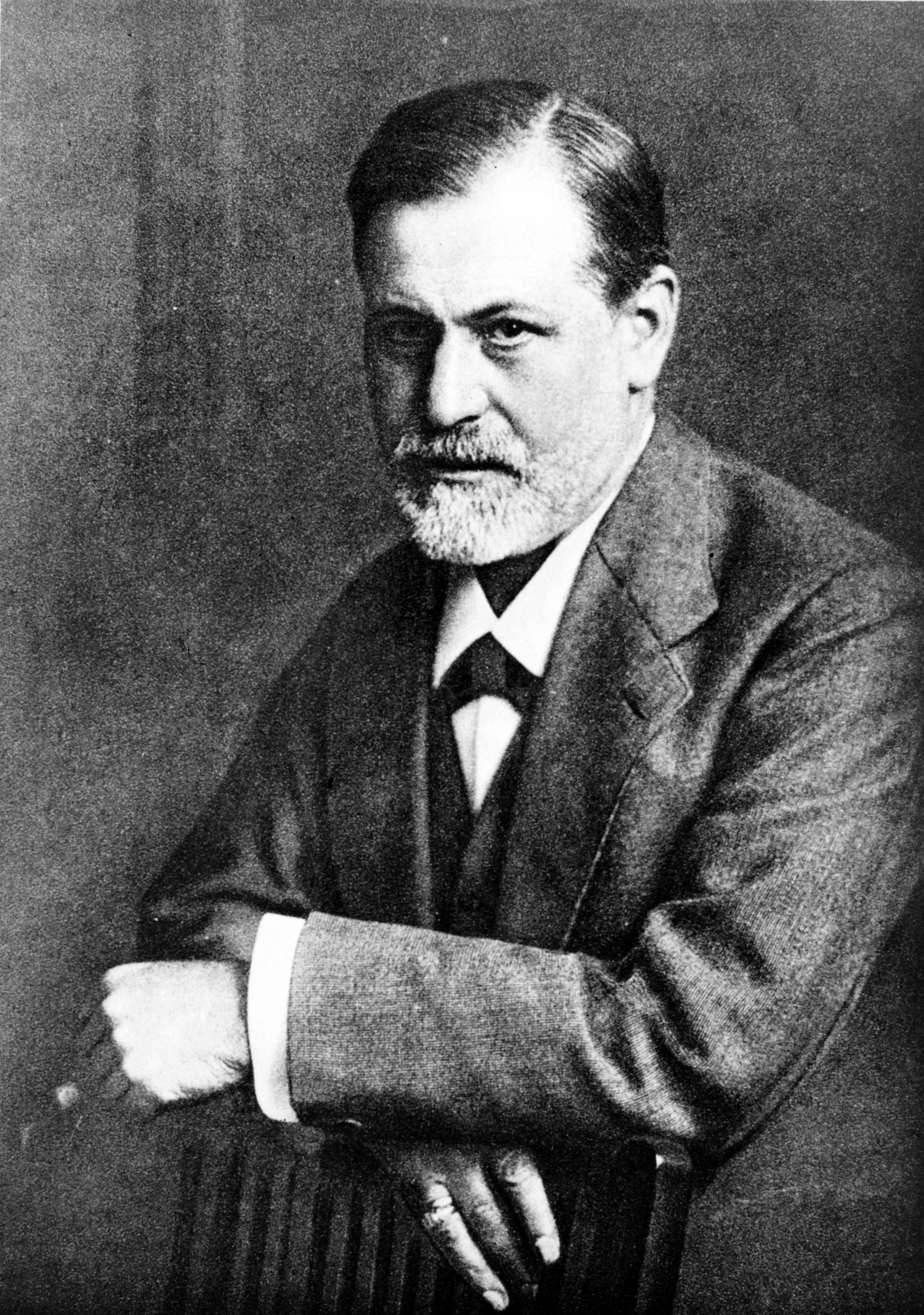
Sigmund Freud, 1909.

### Sigmund Freud

#### Premières recherches
Le terme apparaît en 1910 dans les Trois essais sur la théorie sexuelle « pour rendre compte du choix d'objet chez les homosexuels » : d'après la notice des OCF.P, il se trouve « dans une note ajoutée à la deuxième édition des Trois essais ».
En 1909, dans une discussion à la Société psychanalytique de Vienne et à la suite de Sadger, Freud avait entrepris de définir le narcissisme comme « un stade de développement nécessaire dans le passage de l'auto-érotisme à l'amour d'objet ». En 1909 en effet, « Isidor Sadger parle de narcissisme à propos de l'amour de soi comme modalité de choix d'objet chez les homosexuels […] en considérant le narcissisme non comme une perversion, mais comme un stade normal de l'évolution psychosexuelle chez l'être humain ». Selon Laplanche et Pontalis, c'est en 1911 dans l'analyse du Cas Schreber que « la découverte du narcissisme conduit Freud à poser […] l'existence » d'un tel « stade ». Les deux auteurs citent ici Freud dans l'analyse du Cas Schreber : « Le sujet commence par se prendre lui-même, son propre corps, comme objet d'amour », ce qui, ajoutent-ils, « permet une première unification des pulsions sexuelles ». Freud reprend ces vues dans Totem et tabou en 1913.

#### 1914:Pour introduire le narcissisme
En 1914, paraît Pour introduire le narcissisme (Zur Einführung des Narzissmus), en même temps que « Contributions à l'histoire du mouvement psychanalytique », dont Ernest Jones souligne la continuité avec l'essai sur le narcissisme. James Strachey rappelle que Freud écrivit Pour introduire le narcissisme « sous la pression d'une nécessité interne, le concept de narcissisme représentant "une alternative à la “libido” désexualisée de Jung et à la “protestation masculine” d'Adler" ». Jean Laplanche précise qu'à la différence de Jung, Freud différencie deux degrés dans le repli de la libido, celui sur la vie fantasmatique correspondant à l'introversion de Jung, et celui « sur cet objet privilégié qu'est le moi ».
Dans Pour introduire le narcissisme, il « met […] en place non seulement l'opposition nouvelle entre la libido du moi et la libido d'objet, mais aussi les notions de moi idéal et d'idéal du moi ».
Avec cet essai, où il entend introduire le concept de narcissisme « dans l'ensemble de la théorie psychanalytique », il va traiter en particulier dans son étude des « investissements libidinaux » : la psychose notamment, que Freud appelle alors « névrose narcissique », montre comment la libido peut « réinvestir le moi en désinvestissant l'objet ».
Alain de Mijolla considère Pour introduire le narcissisme comme « l'une des pierres de touche de la théorie psychanalytique et un moment essentiel de son évolution » : des « considérations cliniques sur le délire des grandeurs, le sentiment d'être observé du paranoïaque, la passion amoureuse, le narcissisme dans l'homosexualité ou la psychologie collective » viennent y enrichir « les grands axes théoriques nouveaux » ouverts par la psychanalyse.

#### Narcissisme primaire, narcissisme secondaire
À partir de 1920, dans le cadre de la seconde topique, Freud oppose un état narcissique primitif ou premier, anobjectal, qu'il appelle « narcissisme primaire » (primärer Narzissmus) et un « narcissisme secondaire » (sekundärer Narzissmus), « contemporain de la formation du moi par identification à autrui ». Dans Le Moi et le Ça (1923), il définit le narcissisme secondaire en ces termes : « Le narcissisme du moi est un narcissisme secondaire, retiré aux objets ».
Selon Jean Laplanche et J.-B. Pontalis, ce profond changement théorique serait corrélatif « de l'introduction de la notion de ça […], d'une évolution de la notion de moi […], enfin de la distinction entre auto-érotisme et narcissisme ».

### Les contemporains de Freud
L'introduction du narcissisme signifie « un tournant de la pensée » de Sigmund Freud qu'ont éclairé les contemporains du fondateur de la psychanalyse.
Pour Sándor Ferenczi (« Transfert et introjection », 1909), « le nouveau-né éprouve toute chose de façon moniste » : l'enfant « invente le monde extérieur et lui oppose son Moi à partir de la projection primitive qui établit le dualisme ». C'est un point de vue que Melanie Klein « ignorera en postulant l'existence d'un dualisme d'emblée ». La notion ferenczienne de narcissisme apparaît en 1913 dans l'article sur le « Développement du sens de la réalité et ses stades »,.
Dès ses premiers travaux, Karl Abraham est amené à envisager le rôle que joue le narcissisme dans le traitement des névrosés ; dans l'Esquisse d'une histoire de la libido basée sur la psychanalyse des troubles mentaux (1924), il constate que l'étude de la psychose et plus encore celle de la mélancolie « permettent de rattacher au narcissisme la qualité particulière de la pensée qui transforme un fantasme en représentation délirante ». Dans la mélancolie, la surestimation et la sous-estimation sont les « expressions d'un narcissisme positif et d'un narcissisme négatif en relation avec l'amour de soi et la haine de soi ».

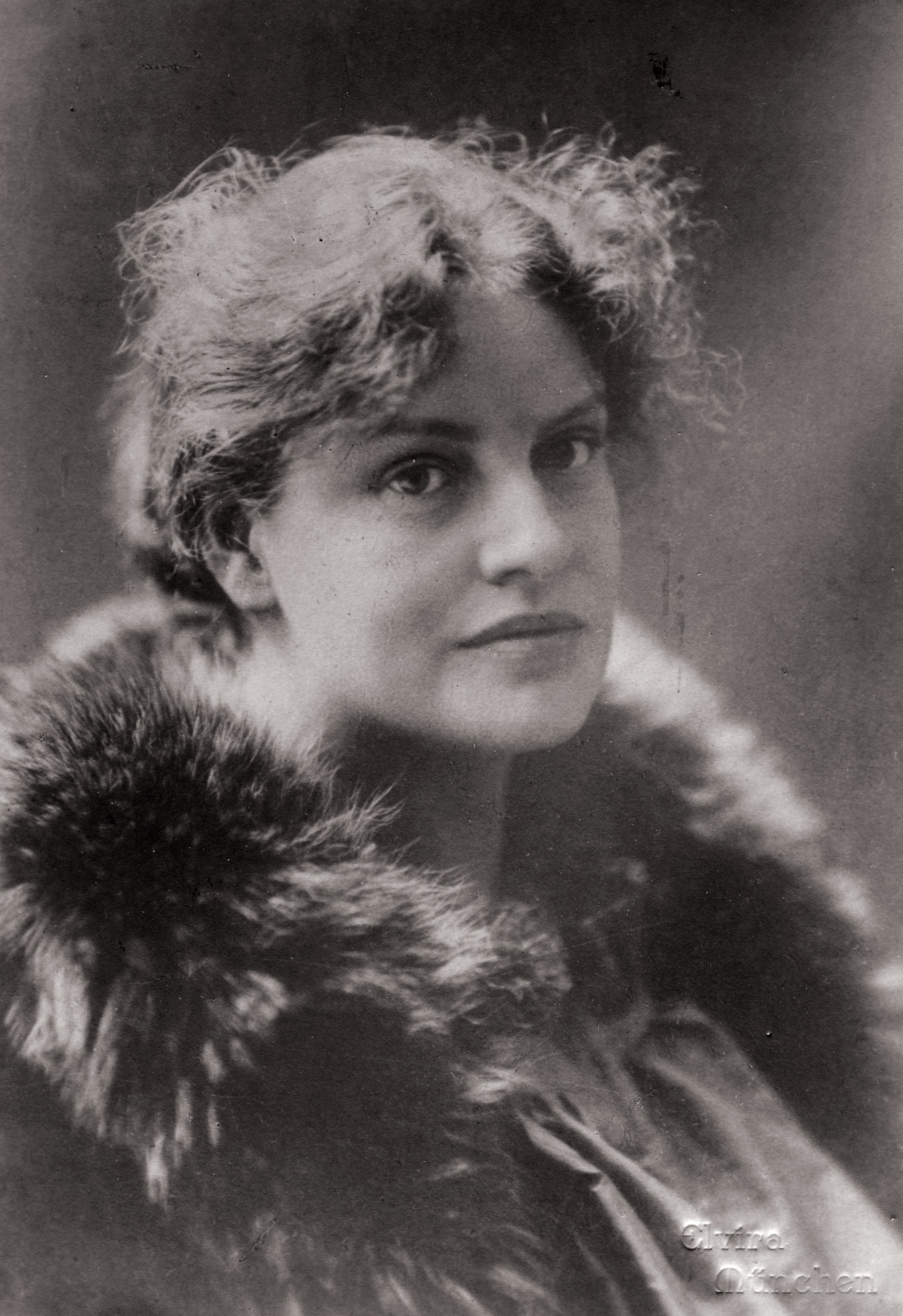
Lou Andreas-Salomé

Dans l'article « De la genèse de la machine à influencer » (1919), Victor Tausk tient qu'au début de la vie psychique, la libido « correspond à une situation anobjectale ». La « formation du Moi […] liée à la découverte de l'objet […] correspond au développement du sens de la réalité », ce que Tausk reconnaît comme un narcissisme positif auquel il oppose « un narcissisme organique qui assure dans l'Inconscient l'unité des diverses fonctions de l'organisme ».
Lou Andreas-Salomé quant à elle considère en 1915 le narcissisme « comme l'équivalent de la sexualité prégénitale qu'elle oppose à l'amour objectal qui implique un partenaire. » Le narcissisme est alors « conçu comme un concept-limite ayant la double fonction de réservoir de toutes les manifestations du psychisme et d'être le lieu de toute tendance à la régression à partir des fixations pathologiques de l'enfance. » Chez Lou Andreas-Salomé, « c'est le narcissisme qui définit l'être corporel, unifiant les processus internes et externes ».
Bien que dans la théorie de Mélanie Klein, il n'y ait de place « ni pour l'autoérotisme ni pour le narcissisme », les descriptions par cette psychanalyste de l'omnipotence infantile et de la mégalomanie permettent de mieux comprendre « la clinique des états narcissiques ».

### Anglo-saxons etSelf
Si Mélanie Klein ne théorise pas le narcissisme en tant que tel, son travail sur l'omnipotence infantile et la mégalomanie peut aider, selon Michel Vincent, à la compréhension des états narcissiques. En 1963, Herbert Rosenfeld dans le rapport « À propos de la psychopathologie du narcissisme » (1965) a défini la relation d'objet et les mécanismes de défense dans le narcissisme ainsi qu'en 1987 son rôle dans les facteurs psychothérapeutiques, notamment, d'après Michel Vincent, d'un narcissisme destructeur en relation avec la pulsion de mort.
Heinz Kohut reformule le narcissisme qui devient un investissement des représentations de soi (différentes du Moi) en tant que composante de la personnalité permettant la relation, ce qui sera développé dans The Analysis of the Self (1971) et dans la Self psychology. Selon Michel Vincent l'intérêt réside dans une écoute qui s'inscrit dans la perspective freudienne en associant narcissisme et objets.
Donald Winnicott ne fait pas directement référence au narcissisme, et sa définition du Self est très différente de Kohut mais selon Michel Vincent ce qu'il a observé des relations mère-enfant permet de voir le narcissisme primaire comme le prolongement de celui de la mère, l'enfant se trouve et vit dans le miroir qu'est pour lui le visage de la mère.
Selon Jean-Jacques Tyszler, ce qui fait le lien entre ces théories est la mention par Freud de la vie amoureuse et les quatre déclinaisons du narcissisme dans le choix de l'objet d'amour : en fonction de ce que l'on est ; de ce que l'on a été ; de ce que l'on voudrait être ; comme ce qui a été partie du soi propre. Tyszler avance que le Self est une réponse au moi clivé de Freud qui ne peut constituer la synthèse et l’adaptation souhaitée par la psychologie et les psychothérapies, et qu'il vient « sauver le moi, le doubler d'un destin intelligent ». Tyszler souligne également que Lacan s'opposera au long de son travail à cette conception du moi qui est pour lui une structure de méconnaissance.

### En France

#### Jacques Lacan

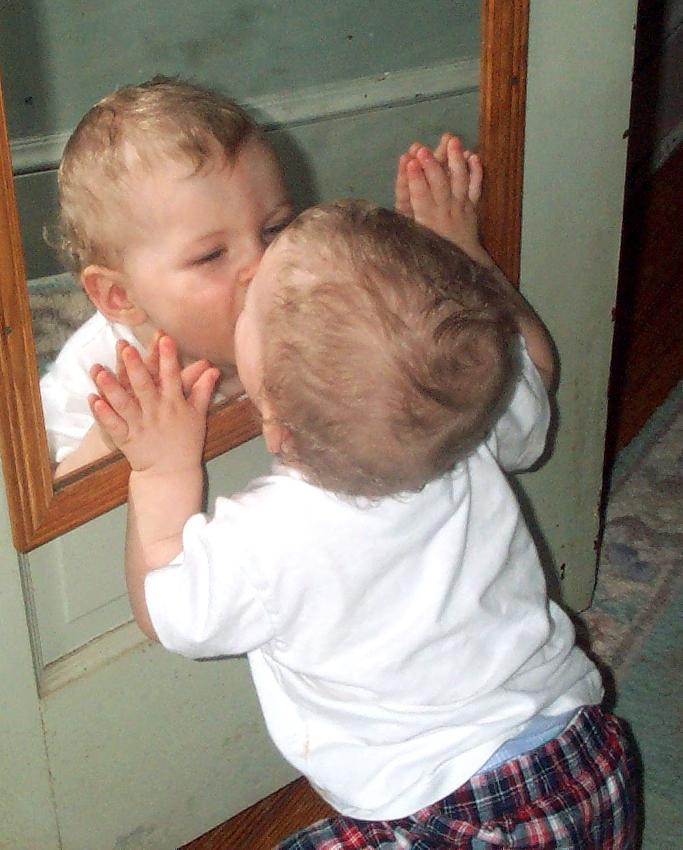
Enfant donnant un baiser à son image dans le miroir.

Le stade du miroir, tel que le reprend Jacques Lacan trouve son origine dans « les travaux du psychologue Henri Wallon sur l'épreuve du miroir ». Lacan le comprend alors comme une identification : à la différence de Winnicott qui « souligne le rôle nécessaire de l'environnement, celui-ci est pour Lacan de l'ordre des « entraves » auxquelles s'oppose « l'assomption de son image spéculaire » (1966) » par l'enfant. En matière de « connaissance du Moi », Lacan considère plutôt ici « la « fonction de méconnaissance » caractéristique du Moi ».

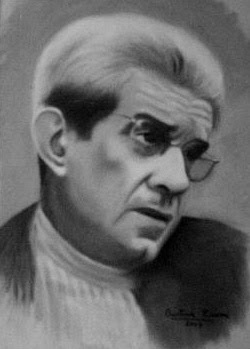
Jacques Lacan

Selon Jean-Jacques Tyszler, Lacan s'éloigne tout autant d'un narcissisme séparé des pulsions tel que Bela Grunberger l'avait popularisé que du « mythe » d'une unité ou d'un idéal de conscience, ainsi que du Self anglo-saxon, par la reprise du narcissisme dans la triade réel, symbolique et imaginaire. L'approche lacanienne du narcissisme est plus précisément du registre du symbolique et se rapporte à l'image ou le reflet dans le miroir par quoi l'enfant appréhende son corps dans les deux versants du narcissisme : à la fois jubilation partagée avec l'Autre et limite du réel par la contrainte agressive et jalouse de la prématuration, de la dépendance et de l'immaturité. Le Moi devient ainsi une structure de méconnaissance, porteur d'agressivité, de paranoïa ordinaire voire de folie. Le spectre clinique du narcissisme allant du banal au pathologique.
Le narcissisme est ce qui vient répondre, « en l'obturant », à la question « qui suis-je ? » adressée à l'Autre dans le stade du miroir, question prise dans le langage et les signifiants qui précèdent l'existence même du sujet qui la pose. Il s'agit donc moins, selon Jean-Jacques Tyszler, d'une instance psychique telle que Freud l'entend dans la deuxième topique, que d'un entrelacement de l'ordre du symbolique, du langage. En ce sens, les effets signifiants du narcissisme se rapportent à la question de la « valeur » : celle des objets m'entourant ; celle de ma propre valeur, pour qui, au nom de quoi ; celle des engagements et des idéaux. La clinique lacanienne peut alors se référer à Marx avec les concepts de valeur d'usage, valeur d'échange, à quoi s'ajoute la valeur du phallus.
Lacan réinterrogera fréquemment la conception du narcissisme, ainsi pose-t-il, dans le séminaire « l'objet de la psychanalyse », la question de l'objet du regard comme objet de jouissance notamment avec cette formule : « je me vois d'où ça me regarde ».

#### Autres auteurs
Bela Grunberger envisage le narcissisme sous un double aspect, d'après Michel Vincent : nécessité de s'affirmer et tendance à la dépendance permanente. Surtout, Grunberger propose à partir de 1970 de le considérer comme étant autonome et donc comme une instance psychique à part entière.
André Green dans Narcissisme de vie, narcissisme de mort (1983) s'intéresse à la conflictualité de l'objet du narcissisme dans son rapport au Moi, rappelle Michel Vincent. Le narcissisme permet une indépendance de celui-ci par transfert du désir de l'Autre sur celui de l'Un, impliquant un narcissisme de mort qui tue l'objet, le Neutre prenant la place du plaisir. Green parlera, par analogie avec le masochisme de Freud de narcissisme corporel, intellectuel et moral.

## Jung et la psychologie analytique
Proche de Freud de 1907 à 1914, Carl Gustav Jung s'en est séparé au terme d'un profond différend portant sur la conception de l'inconscient. Dès 1909, il a entrepris de se référer aux symboles qui jalonnent les mythes et les religions pour élaborer ses propres théories, axées principalement sur deux concepts : l'inconscient collectif et les archétypes. Dans une lettre adressée alors à Freud, il a ainsi résumé sa position : « nous ne résoudrons pas le fond de la névrose et de la psychose sans la mythologie et l'histoire des civilisations ». Son école est appelée « psychologie analytique ».

### Freud et Jung
Pour Freud, le moment d'écriture de Pour introduire le narcissisme correspond à la période de rupture avec Jung et des critiques de ce dernier « à l'encontre de la théorie de la libido », Jung remarquant « qu'elle échouait à rendre compte de la démence précoce ». Freud va s'interroger sur « le destin de la libido retirée des objets extérieurs et centrée sur le moi, dans la schizophrénie » et donner à cette question la réponse suivante : « La libido retirée du monde extérieur a été apportée au moi, si bien qu’est apparue une attitude que nous pouvons nommer narcissisme ». Martine Gallard observe que si Jung est « très présent » dans la première partie du texte freudien, où l'expression « introversion de la libido » est employée, il s'agit plutôt pour Freud de distinguer entre névrose et psychose. Et par la suite, Freud n’emploiera plus guère le terme d’« introversion », tandis que Jung en fera avec l’extraversion « une attitude de la personnalité de tout un chacun ».

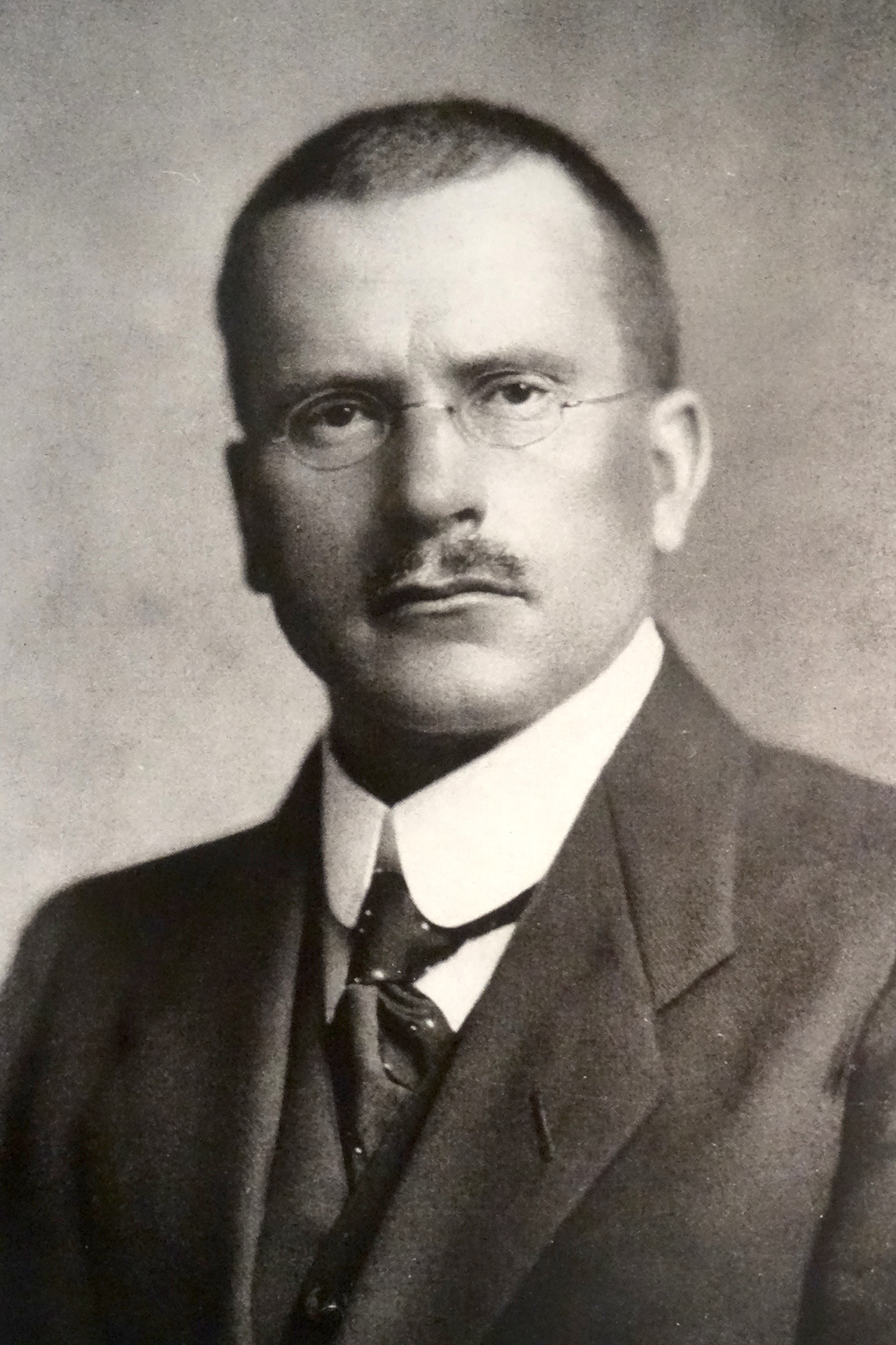
C.G. Jung

### Élaboration du concept dePersona
Jung est attentif à l'impact psychologique de la société de masse naissante sur ses patients (« seul peut résister à une masse organisée le sujet qui est tout aussi organisé dans son individualité que l'est une masse » écrit-il notamment). C'est pourquoi il analyse les stratégies qu'ils mettent en place pour s'y donner une contenance.
S'il ne reprend pas explicitement le concept freudien de narcissisme, Jung élabore à la fin des années 1920 le concept de persona (en latin : masque) qui — selon la psychologue clinicienne Martine Gallard — s'en rapprocherait : « ce qu'il dit de la relation du moi avec la persona me semble être une façon d’aborder un aspect du narcissisme tel que Freud le définit, la persona étant l’image qu’une personne cherche à donner d’elle-même. Je pense que c’est une image de soi dans le miroir de l’autre dont on recherche la reconnaissance. Le concept de persona (…) contient des éléments importants qui permettent de saisir le rapport narcissique du sujet avec lui-même. Ce masque social derrière lequel se cache l’individu n’est pas que négatif, il protège l’intimité, il permet de s’intégrer dans son groupe relationnel, d’en respecter les codes, de s’adresser adéquatement aux autres et d’être reconnu par eux. C’est un pseudo-moi, sorte d’instance narcissique qui permet de s’adapter à la société. Il devient pathologique quand il tient lieu d’identité et n’est qu’une enveloppe extérieure servant à cacher un vide, une carence dans la constitution du complexe moi ; il s’appuie alors principalement sur l’imitation. »
En 2016, peu avant l'élection de Donald Trump à la Maison Blanche, des analystes jungiens américains font explicitement mention du narcissisme. Selon eux, « la montée des populismes favorise l'émergence de personnalités narcissiques, lesquelles représentent un réel danger pour nos sociétés. (…) L'urgence du moment ne s'arrête pas aux frontières des États-Unis, le danger est bien présent au sein de toutes les démocraties. »

## Psychiatrie contemporaine
En 1986, le psychiatre français Paul-Claude Racamier développe le concept de perversion narcissique.
Le Manuel diagnostique et statistique des troubles mentaux (Mini DSM-5. Critères diagnostiques, 2016) classifie les troubles dits « narcissiques ». Il en donne cette définition : « mode général de fantaisies ou de comportements grandioses, de besoin d'être admiré et de manque d'empathie qui apparaissent au début de l'âge adulte et sont présents dans des contextes divers. Le sujet a un sens grandiose de sa propre importance. Il surestime ses réalisations et ses capacités, s'attend à être reconnu comme supérieur sans avoir accompli quelque chose en rapport ».

## Sciences sociales

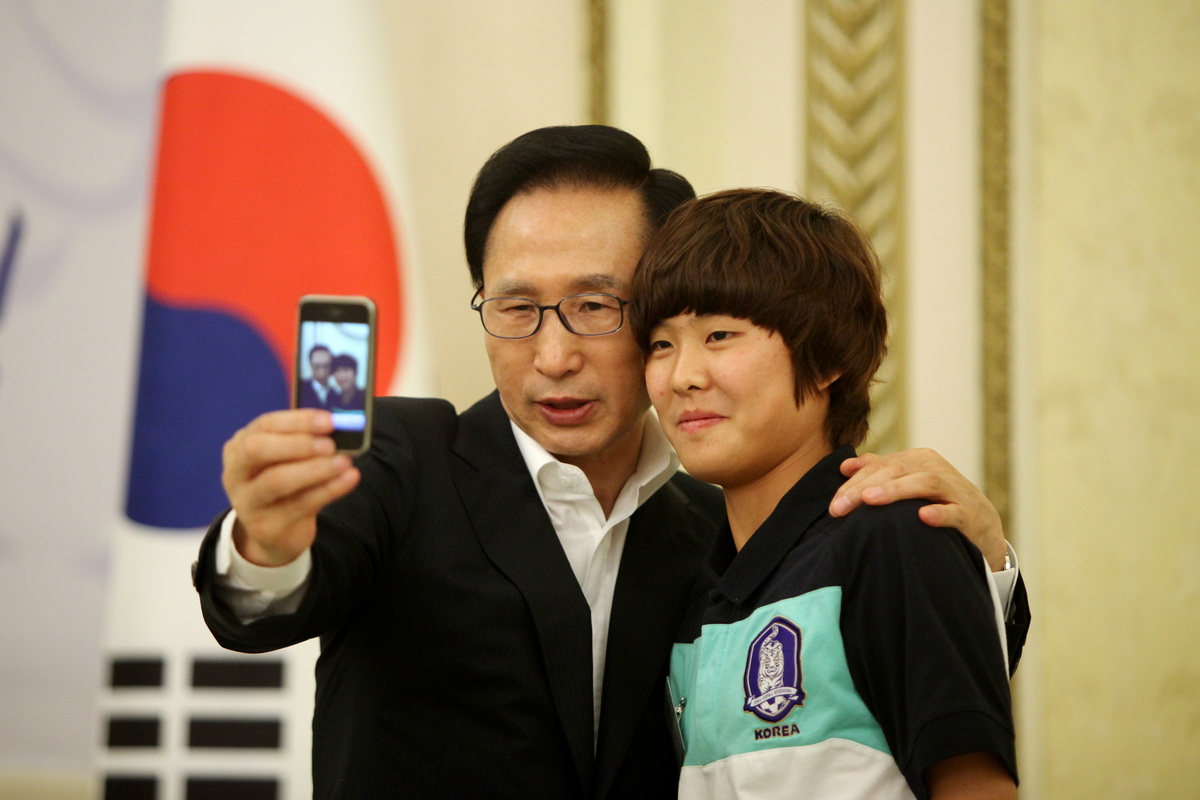
Le président sud-coréen Lee Myung-bak prenant un selfie avec une footballeuse en 2010.

La notion de narcissisme s'applique également à l'observation de tendances actuelles des sociétés modernes occidentales.
À la fin des années 1970, les sociologues et historiens américains Christopher Lasch (auteur de La Culture du narcissisme) et Richard Sennett (auteur de Les Tyrannies de l’intimité) entreprennent des recherches sur l'apparition d'un nouveau type d'individu caractérisé par une « personnalité narcissique » et un certain « repli sur le privé ». Lasch perçoit le narcissisme comme « une figure sociale de repli ou d’implosion vers soi, conséquence de l’effondrement de l’autorité et des sources possibles d’identification normative ».
Bien que largement diffusées, ses analyses sont assez peu relayées en sociologie ; elles le sont en revanche par des personnalités issues du monde de la psychanalyse et de la psychiatrie, dans une optique résolument psychosociale.
Ainsi, selon Laurent Schmitt, médecin psychiatre à Toulouse et auteur d'un livre sur le narcissisme, le phénomène de la télé-réalité ainsi que le fait que la technique permette aux individus de disposer de leurs propres médias (blogs, réseaux sociaux…) renforce le narcissisme en tant que phénomène de société : « On connaît le mot de l'artiste Andy Warhol : « Dans le futur, chacun aura droit à un quart d'heure de célébrité mondiale. » Eh bien, cette possibilité est devenue une industrie ».
De même, en 2019, la psychologue Marie-France Hirigoyen, d'obédience freudienne, estime que « notre société de performance et de consommation pousse les individus à se centrer toujours plus sur eux-mêmes, renforçant leurs traits narcissiques et sélectionnant les plus ostensibles pour les plus hauts postes ».
La question de savoir si le selfie constitue un symptôme de narcissisme (notamment chez les adolescents,) est largement débattue, mais ne fait pas consensus, y compris chez les psychanalystes.

## Opinion publique et médias

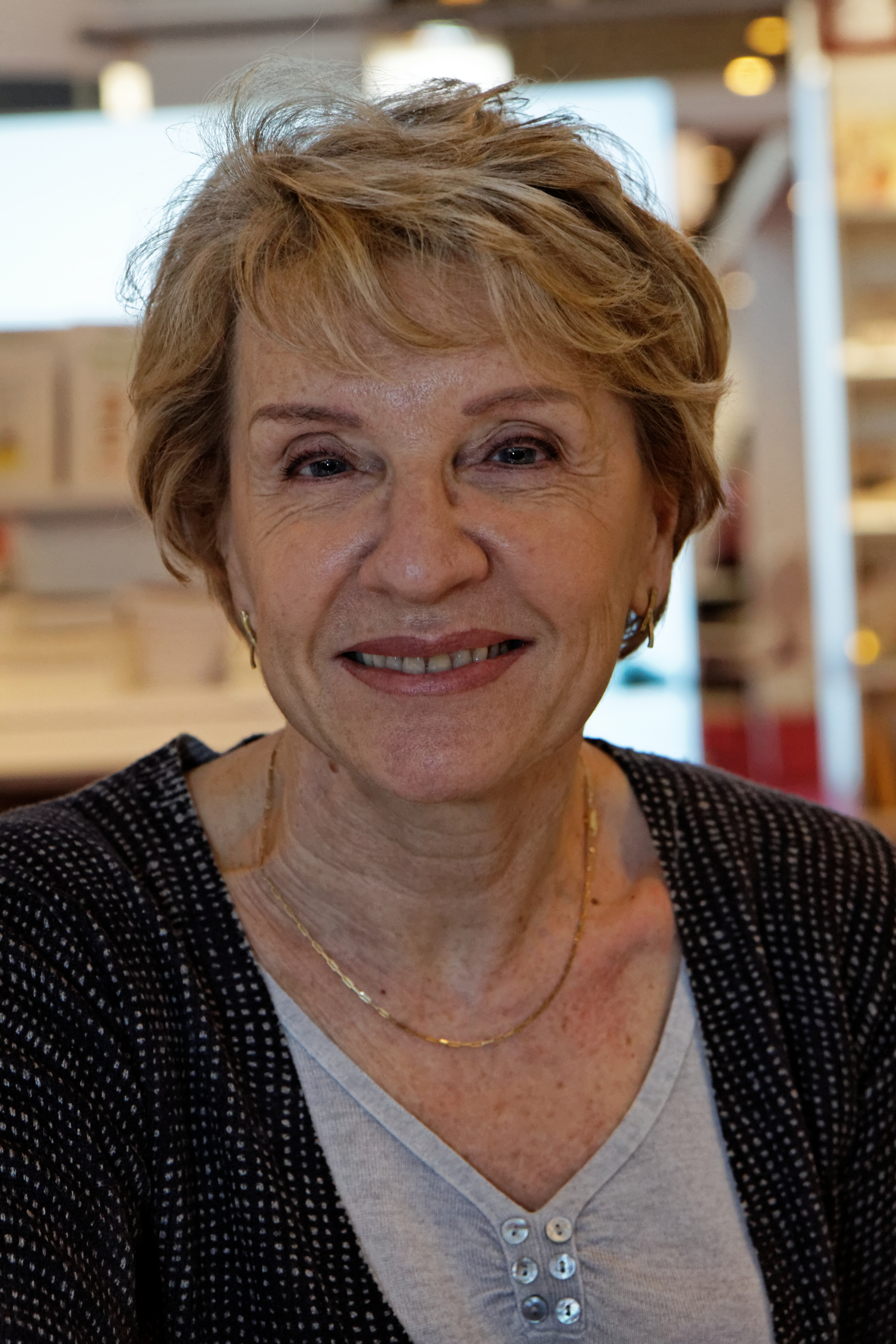
Marie-France Hirigoyen

Développé au début du XXe siècle par Freud, le narcissisme n'est resté qu'un objet d'étude chez les professionnels pendant plusieurs décennies. Mais au début du XXIe siècle, il est devenu un véritable sujet de société, en particulier dans les médias qui tiennent parfois des discours contradictoires à ce sujet. Selon Marie-France Hirigoyen dans le sens populaire et courant du terme, le narcissisme est jugé moralement et péjorativement sous l'aspect de la mégalomanie, l'égocentrisme et l'indifférence aux autres. Les professionnels adoptent deux points de vue : la plupart des psychiatres et psychologues déplorent le narcissisme contemporain à partir des effets délétères qu’il a sur leurs patients : malaise de la solitude, souffrances au travail et en amour, perte de sens de l’existence, en particulier chez les plus jeunes ; d'autres spécialistes, sous l’angle de l'adaptation à la société, le confondent avec la confiance en soi, et prônent un renforcement du narcissisme,. Il existe ainsi une confusion entre un narcissisme « sain, positif, qui permet d'avoir suffisamment confiance en soi, pour s'affirmer, et le narcissisme pathologique, qui consiste à se mettre en avant de façon arrogante et souvent aux dépens des autres ».
Sa consœur Émilie Seguin estime quant à elle que la presse et certains professionnels emploient trop souvent la notion de « pervers narcissique » de façon inconsidérée et qui serait, face aux souffrances au travail ou en amour, une sorte de figure bouc-émissaire, propre à rassurer en fournissant une explication simplificatrice à la complexité des relations humaines.
Un certain nombre de médias,,, et d'articles scientifiques,,,, rendent les réseaux sociaux responsables d'une montée en puissance du narcissisme.

#### Textes-sources en psychanalyse
- Sigmund Freud, Pour introduire le narcissisme (Zur Einführung des Narzismus, 1913-1914),
  - Pour introduire le narcissisme, traduit par Jean Laplanche in S. Freud, La vie sexuelle, Paris, PUF, 1969, p. 81-105.
  - Pour introduire le narcissisme, traduit par J. Laplanche, dans Œuvres complètes de Freud / Psychanalyse (OCF.P), Paris, PUF, volume XII, 2005, p. 213-245  (ISBN 2 13 052517 2)
- Otto Rank,
  - Une contribution au narcissisme (1911), in Topique, N° 14: « Du mouvement freudien », 1974, [lire en ligne]
  - Don Juan et le double [« Don Juan und Der Doppelgänger »] (trad. de l'allemand par S. Lautman), Paris, Payot et Rivages, coll. « Petite bibliothèque Payot » (no 23), 2001 (1re éd. 1932, Denoël et Steele, coll. « Bibliothèque psychanalytique »), 193 p. (ISBN 2-228-89514-8, présentation en ligne, lire en ligne).
- Lou Andreas-Salomé, L'Amour du narcissisme. Textes psychanalytiques, traduction de Isabelle Hildebrand, Préface de Marie Moscovici, Paris, Gallimard, 1980. Parmi les textes traduits:
  - Du type féminin (1914)
  - « Anal » et « Sexuel » (1915)
  -  Le narcissisme comme double direction (1921) ; et dans : Marie-Claire Durieux (éd.), Le narcissisme, Paris cedex 14, Presses Universitaires de France, « Monographies de psychanalyse », 2002, p. 149-175. DOI : 10.3917/puf.socie.2002.01.0149. [lire en ligne]
- Jacques Lacan, Le Stade du miroir comme formateur de la fonction du Je : telle qu'elle nous est révélée dans l'expérience psychanalytique, Presses universitaires de France, 1949.

#### Textes-sources en sociologie
- Christopher Lasch, La culture du narcissisme. La vie américaine à un âge de déclin des espérances (1979), trad. française : Michel L. Landa, éd. Climats, 2000  (ISBN 2 84158 139 X) (Texte original : The Fall of Public Man, Knopf, 1977)
- Richard Sennett, Les Tyrannies de l’intimité, Seuil, 1979 (Texte original : The Culture of Narcissism, W.W. Norton, 1979).

#### Études
: document utilisé comme source pour la rédaction de cet article.
(Classement par ordre alphabétique des auteurs)
- Liliane Abensour, « Bibliographie générale », dans : Marie-Claire Durieux (éd.), Le narcissime, Paris cedex 14, Presses Universitaires de France, « Monographies de psychanalyse », 2002, p. 177-188. DOI : 10.3917/puf.socie.2002.01.0177. [lire en ligne]
- Christophe André, S'estimer et s'oublier, Odile Jacob, 2024 (ISBN 978-2-415-00751-5, lire en ligne)
- Jean Bergeret, La pathologie narcissique, Dunod, 1996
- Gérard Bonnet, Le narcissisme. De l'amour de soi à l'amour de l'autre, In-Press, collection « Psy pour tous », 2016
- Jean Cottraux, Tous narcissiques, Odile Jacob, 2017
- Maurice Dayan, « 4 - Destin du narcissisme », dans Maurice Dayan (dir.), Les Relations au réel dans la psychose. Critique de l'héritage freudien, Paris, Presses Universitaires de France, « Bibliothèque de psychanalyse », 1985, p. 127-160, [lire en ligne].
- Paul Denis, Le narcissisme, PUF, coll. « Que sais-je ? », 2015
- Marie-Claire Durieux et Claude Janin (dir.), Le narcissisme, Presses universitaires de France, collection « Monographies de psychanalyse », 2002  (ISBN 2-130-52475-3), [lire en ligne]
- Martine Gallard, « L'en-deçà du narcissisme », Cahiers Jungiens de psychanalyse, vol. 128, no 1,‎ 2009 (lire en ligne, consulté le 10 septembre 2019).
- André Green, Narcissisme de vie, narcissisme de mort, Les éditions de minuit, 2007
- Bela Grunberger, La personnalité narcissique, Dunod, 1975, 2016, coll. « Psychismes »  (ISBN 978-2-10-072699-8)
  - Le Narcissisme, l'amour de soi, Sand & Tchou, 1997  (ISBN 2-7107-0599-0)
  - Le narcissisme, Payot, 2003  (ISBN 2-228-89772-8)
- Marie-France Hirigoyen, Les Narcisse. Ils ont pris le pouvoir, La Découverte, 2019
- Otto F. Kernberg, La personnalité narcissique, Dunod, 1975, 2016, coll. « Psychismes »,  (ISBN 978-2-10-072699-8)
- Heinz Kohut, « Réflexions sur le narcissisme et la rage narcissique », Revue française de psychanalyse, Vol. 42, no 4, 1978
- Jean Laplanche, « Le moi et le narcissisme », dans Vie et mort en psychanalyse, Flammarion, 1970, p. 103-129.
- Jean Laplanche et Jean-Bertrand Pontalis, Vocabulaire de la psychanalyse (1967), entrées: « narcissisme », « narcissisme primaire, narcissisme secondaire », Paris, P.U.F.,1984,  (ISBN 2 13 0386210)
- Alain de Mijolla, « Pour introduire le narcissisme », dans Alain de Mijolla (dir.), Dictionnaire international de la psychanalyse 2.M-Z, Paris, Hachette, 2005  (ISBN 201279145X) p. 1317-1318
- « Narcissisme » (article) dans Elisabeth Roudinesco et Michel Plon, Dictionnaire de la psychanalyse, Paris, Fayard, coll. « La Pochothèque », 2011 (1re éd. 1997), 1789 p. (ISBN 978-2-253-08854-7)
- Jacques Sédat, « « « Narzissmus » et Freud. La naissance du concept psychanalytique de narcissisme », », Che vuoi, vol. 28,‎ février 2007, p. 11-21 (lire en ligne)
- Jacques Sédat, « De Freud à Jung, Transmission, perte et gain », Imaginaire & Inconscient, vol. 42,‎ 2018, p. 57-70 (lire en ligne)
- Jean-Jacques Tyszler, « Narcissisme », dans Roland Chemama (dir.) et Bernard Vandermersch (dir.), Dictionnaire de la psychanalyse, Larousse, 2009 (ISBN 9782035839428)
- Michel Vincent, « Narcissisme, narcissisme primaire, narcissisme secondaire », dans Alain de Mijolla (dir.), Dictionnaire international de la psychanalyse, Hachette, 2005 (ISBN 201279145X)